# Мале Заріччя (Ленінградська область)
Мале Заріччя (рос. Малое Заречье) — присілок у Волосовському районі Ленінградської області Російської Федерації.
Населення становить 12 осіб. Належить до муніципального утворення Калитинське сільське поселення.

## Історія
Від 1 серпня 1927 року належить до Ленінградської області.

## Населення
| 2007 | 2010 | 2017 |
| ---- | ---- | ---- |
| 1    | ↗6   | ↗12  |